# Lista de finais em duplas mistas do Torneio de Wimbledon
Esta é a lista de finais em duplas mistas do Torneio de Wimbledon. 

## Por ano

### Era aberta
| Ano                                                           | Campeões                                | Vice-campeões                             | Resultado       | Piso |
| ------------------------------------------------------------- | --------------------------------------- | ----------------------------------------- | --------------- | ---- |
| 2025                                                          | Sem Verbeek Katerina Siniaková          | Luisa Stefani Joe Salisbury               | 7-63, 7-63      |      |
| 2024                                                          | Jan Zieliński Hsieh Su-wei              | Santiago González Giuliana Olmos          | 6–4, 6–2        |      |
| 2023                                                          | Mate Pavić Lyudmyla Kichenok            | Mate Pavić Lyudmyla Kichenok              | 6–4, 96–7, 6–3  |      |
| 2022                                                          | Neal Skupski Desirae Krawczyk           | Matthew Ebden Samantha Stosur             | 6–4, 6–3        |      |
| 2021                                                          | Neal Skupski Desirae Krawczyk           | Joe Salisbury Harriet Dart                | 6–2, 7–61       |      |
| Torneio não realizado em 2020, devido à pandemia de COVID-19. |                                         |                                           |                 |      |
| 2019                                                          | Ivan Dodig Latisha Chan                 | Robert Lindstedt Jeļena Ostapenko         | 6–2, 6–3        |      |
| 2018                                                          | Alexander Peya Nicole Melichar          | Jamie Murray Victoria Azarenka            | 7–61, 6–3       |      |
| 2017                                                          | Jamie Murray Martina Hingis             | Henri Kontinen Heather Watson             | 6–4, 6–4        |      |
| 2016                                                          | Henri Kontinen Heather Watson           | Robert Farah Anna-Lena Grönefeld          | 7–65, 6–4       |      |
| 2015                                                          | Leander Paes Martina Hingis             | Alexander Peya Tímea Babos                | 6–1, 6–1        |      |
| 2014                                                          | Nenad Zimonjić Samantha Stosur          | Max Mirnyi Chan Hao-ching                 | 6–4, 6–2        |      |
| 2013                                                          | Daniel Nestor Kristina Mladenovic       | Bruno Soares Lisa Raymond                 | 5–7, 6–2, 8–6   |      |
| 2012                                                          | Mike Bryan Lisa Raymond                 | Leander Paes Elena Vesnina                | 3–6, 7–5, 4–6   |      |
| 2011                                                          | Jürgen Melzer Iveta Benešová            | Mahesh Bhupathi Elena Vesnina             | 6–3, 6–2        |      |
| 2010                                                          | Leander Paes Cara Black                 | Wesley Moodie Lisa Raymond                | 6–4, 7–65       |      |
| 2009                                                          | Mark Knowles Anna-Lena Grönefeld        | Leander Paes Cara Black                   | 7–5, 6–3        |      |
| 2008                                                          | Bob Bryan Samantha Stosur               | Mike Bryan Katarina Srebotnik             | 7–5, 6–4        |      |
| 2007                                                          | Jamie Murray Jelena Janković            | Jonas Björkman Alicia Molik               | 6–4, 3–6, 6–1   |      |
| 2006                                                          | Andy Ram Vera Zvonareva                 | Bob Bryan Venus Williams                  | 6–3, 6–2        |      |
| 2005                                                          | Mahesh Bhupathi Mary Pierce             | Paul Hanley Tatiana Perebiynis            | 6–4, 6–2        |      |
| 2004                                                          | Wayne Black Cara Black                  | Todd Woodbridge Alicia Molik              | 3–6, 7–68, 6–4  |      |
| 2003                                                          | Leander Paes Martina Navrátilová        | Andy Ram Anastasia Rodionova              | 6–3, 6–3        |      |
| 2002                                                          | Mahesh Bhupathi Elena Likhovtseva       | Kevin Ullyett Daniela Hantuchová          | 6–2, 1–6, 6–1   |      |
| 2001                                                          | Leoš Friedl Daniela Hantuchová          | Mike Bryan Liezel Huber                   | 4–6, 6–3, 6–2   |      |
| 2000                                                          | Donald Johnson Kimberly Po              | Lleyton Hewitt Kim Clijsters              | 6–4, 7–63       |      |
| 1999                                                          | Leander Paes Lisa Raymond               | Jonas Björkman Anna Kournikova            | 6–4, 3–6, 6–3   |      |
| 1998                                                          | Max Mirnyi Serena Williams              | Mahesh Bhupathi Mirjana Lučić             | 6–4, 6–4        |      |
| 1997                                                          | Cyril Suk Helena Suková                 | Andrei Olhovskiy Larisa Savchenko Neiland | 4–6, 6–3, 6–4   |      |
| 1996                                                          | Cyril Suk Helena Suková                 | Mark Woodforde Larisa Savchenko Neiland   | 1–6, 6–3, 6–2   |      |
| 1995                                                          | Jonathan Stark Martina Navrátilová      | Cyril Suk Gigi Fernández                  | 6–4, 6–4        |      |
| 1994                                                          | Todd Woodbridge Helena Suková           | T. J. Middleton Lori McNeil               | 3–6, 7–5, 6–3   |      |
| 1993                                                          | Mark Woodforde Martina Navrátilová      | Tom Nijssen Manon Bollegraf               | 6–3, 6–4        |      |
| 1992                                                          | Cyril Suk Larisa Savchenko Neiland      | Jacco Eltingh Miriam Oremans              | 7–62, 6–2       |      |
| 1991                                                          | John Fitzgerald Elizabeth Sayers Smylie | Jim Pugh Natasha Zvereva                  | 7–64, 6–2       |      |
| 1990                                                          | Rick Leach Zina Garrison                | John Fitzgerald Elizabeth Sayers Smylie   | 7–5, 6–2        |      |
| 1989                                                          | Jim Pugh Jana Novotná                   | Mark Kratzmann Jenny Byrne                | 6–4, 5–7, 6–4   |      |
| 1988                                                          | Sherwood Stewart Zina Garrison          | Kelly Jones Gretchen Magers               | 6–1, 7–63       |      |
| 1987                                                          | Jeremy Bates Jo Durie                   | Darren Cahill Nicole Provis               | 7–610, 6–3      |      |
| 1986                                                          | Ken Flach Kathy Jordan                  | Heinz Günthardt Martina Navratilova       | 6–3, 7–67       |      |
| 1985                                                          | Paul McNamee Martina Navrátilová        | John Fitzgerald Elizabeth Sayers Smylie   | 7–5, 4–6, 6–2   |      |
| 1984                                                          | John Lloyd Wendy Turnbull               | Steve Denton Kathy Jordan                 | 6–3, 6–3        |      |
| 1983                                                          | John Lloyd Wendy Turnbull               | Steve Denton Billie Jean King             | 56–7, 7–65, 7–5 |      |
| 1982                                                          | Kevin Curren Anne Smith                 | John Lloyd Wendy Turnbull                 | 2–6, 6–3, 7–5   |      |
| 1981                                                          | Frew McMillan Betty Stöve               | John Austin Tracy Austin                  | 4–6, 7–62, 6–3  |      |
| 1980                                                          | John Austin Tracy Austin                | Mark Edmondson Dianne Fromholtz Balestrat | 4–6, 7–66, 6–3  |      |
| 1979                                                          | Bob Hewitt Greer Stevens                | Frew McMillan Betty Stöve                 | 7–5, 7–67       |      |
| 1978                                                          | Frew McMillan Betty Stöve               | Ray Ruffels Billie Jean King              | 6–2, 6–2        |      |
| 1977                                                          | Bob Hewitt Greer Stevens                | Frew McMillan Betty Stöve                 | 3–6, 7–5, 6–4   |      |
| 1976                                                          | Tony Roche Françoise Dürr               | Dick Stockton Rosie Casals                | 6–3, 2–6, 7–5   |      |
| 1975                                                          | Marty Riessen Margaret Court            | Allan Stone Betty Stöve                   | 6–4, 7–5        |      |
| 1974                                                          | Owen Davidson Billie Jean King          | Mark Farrell Lesley Charles               | 6–3, 9–7        |      |
| 1973                                                          | Owen Davidson Billie Jean King          | Raúl Ramírez Janet Newberry               | 6–3, 6–2        |      |
| 1972                                                          | Ilie Năstase Rosie Casals               | Kim Warwick Evonne Goolagong Cawley       | 6–4, 6–4        |      |
| 1971                                                          | Owen Davidson Billie Jean King          | Marty Riessen Margaret Court              | 3–6, 6–2, 15–13 |      |
| 1970                                                          | Ilie Năstase Rosie Casals               | Alex Metreveli Olga Morozova              | 6–3, 4–6, 9–7   |      |
| 1969                                                          | Fred Stolle Ann Haydon Jones            | Tony Roche Judy Tegart Dalton             | 6–2, 6–3        |      |
| 1968                                                          | Ken Fletcher Margaret Court             | Alex Metreveli Olga Morozova              | 6–1, 14–12      |      |

### Era amadora
| Ano                                                                        | Campeões                                      | Vice-campeões                                       | Resultado       | Piso |
| -------------------------------------------------------------------------- | --------------------------------------------- | --------------------------------------------------- | --------------- | ---- |
| 1967                                                                       | Owen Davidson Billie Jean King                | Ken Fletcher Maria Esther Bueno                     | 7–5, 6–2        |      |
| 1966                                                                       | Ken Fletcher Margaret Court                   | Dennis Ralston Billie Jean King                     | 4–6, 6–3, 6–3   |      |
| 1965                                                                       | Ken Fletcher Margaret Court                   | Tony Roche Judy Tegart Dalton                       | 12–10, 6–3      |      |
| 1964                                                                       | Fred Stolle Lesley Turner Bowrey              | Ken Fletcher Margaret Court                         | 6–4, 6–4        |      |
| 1963                                                                       | Ken Fletcher Margaret Court                   | Bob Hewitt Darlene Hard                             | 11–9, 6–4       |      |
| 1962                                                                       | Neale Fraser Margaret Osborne duPont          | Dennis Ralston Ann Haydon Jones                     | 2–6, 6–3, 13–11 |      |
| 1961                                                                       | Fred Stolle Lesley Turner Bowrey              | Bob Howe Edda Buding                                | 11–9, 6–2       |      |
| 1960                                                                       | Rod Laver Darlene Hard                        | Bob Howe Maria Esther Bueno                         | 13–11, 3–6, 8–6 |      |
| 1959                                                                       | Rod Laver Darlene Hard                        | Neale Fraser Maria Esther Bueno                     | 6–4, 6–3        |      |
| 1958                                                                       | Robert Howe Lorraine Coghlan Robinson         | Kurt Nielsen Althea Gibson                          | 6–3, 13–11      |      |
| 1957                                                                       | Mervyn Rose Darlene Hard                      | Neale Fraser Althea Gibson                          | 6–4, 7–5        |      |
| 1956                                                                       | Vic Seixas Shirley Fry Irvin                  | Gardnar Mulloy Althea Gibson                        | 2–6, 6–2, 7–5   |      |
| 1955                                                                       | Vic Seixas Doris Hart                         | Enrique Morea Louise Brough Clapp                   | 8–6, 2–6, 6–3   |      |
| 1954                                                                       | Vic Seixas Doris Hart                         | Ken Rosewall Margaret Osborne duPont                | 5–7, 6–4, 6–3   |      |
| 1953                                                                       | Vic Seixas Doris Hart                         | Enrique Morea Shirley Fry Irvin                     | 9–7, 7–5        |      |
| 1952                                                                       | Frank Sedgman Doris Hart                      | Enrique Morea Thelma Coyne Long                     | 4–6, 6–3, 6–4   |      |
| 1951                                                                       | Frank Sedgman Doris Hart                      | Mervyn Rose Nancye Wynne Bolton                     | 7–5, 6–2        |      |
| 1950                                                                       | Eric Sturgess Louise Brough Clapp             | Geoff Brown Patricia Canning Todd                   | 11–9, 1–6, 6–4  |      |
| 1949                                                                       | Eric Sturgess Sheila Summers                  | John Bromwich Louise Brough Clapp                   | 9–7, 9–11, 7–5  |      |
| 1948                                                                       | John Bromwich Louise Brough Clapp             | Frank Sedgman Doris Hart                            | 6–2, 3–6, 6–3   |      |
| 1947                                                                       | John Bromwich Louise Brough Clapp             | Colin Long Nancye Wynne Bolton                      | 1–6, 6–4, 6–2   |      |
| 1946                                                                       | Thomas Brown Louise Brough Clapp              | Geoff Brown Dorothy Bundy Cheney                    | 6–4, 6–4        |      |
| Torneio não realizado entre 1940 e 1945, devido à Segunda Guerra Mundial.  |                                               |                                                     |                 |      |
| 1939                                                                       | Bobby Riggs Alice Marble                      | Frank Wilde Nancy Brown                             | 9–7, 6–1        |      |
| 1938                                                                       | Don Budge Alice Marble                        | Henner Henkel Sarah Palfrey Cooke                   | 6–1, 6–4        |      |
| 1937                                                                       | Don Budge Alice Marble                        | Yvon Petra Simone Mathieu                           | 6–4, 6–1        |      |
| 1936                                                                       | Fred Perry Dorothy Round Little               | Don Budge Sarah Palfrey Cooke                       | 7–9, 7–5, 6–4   |      |
| 1935                                                                       | Fred Perry Dorothy Round Little               | Harry Hopman Nell Hall Hopman                       | 7–5, 4–6, 6–2   |      |
| 1934                                                                       | Ryuki Miki Dorothy Round Little               | Henry Austin Dorothy Shepherd-Barron                | 3–6, 6–4, 6–0   |      |
| 1933                                                                       | Gottfried von Cramm Hilde Krahwinkel Sperling | Norman Farquharson Mary Heeley                      | 7–5, 8–6        |      |
| 1932                                                                       | Enrique Maier Elizabeth Ryan                  | Harry Hopman Josane Sigart                          | 7–5, 6–2        |      |
| 1931                                                                       | George Lott Anna McCune Harper                | Ian Collins Joan Ridley                             | 6–3, 1–6, 6–1   |      |
| 1930                                                                       | Jack Crawford Elizabeth Ryan                  | Daniel Prenn Hilde Krahwinkel Sperling              | 6–1, 6–3        |      |
| 1929                                                                       | Francis Hunter Helen Wills Moody              | Ian Collins Joan Fry Lakeman                        | 6–1, 6–4        |      |
| 1928                                                                       | Patrick Spence Elizabeth Ryan                 | Jack Crawford Daphne Akhurst Cozens                 | 7–5, 6–4        |      |
| 1927                                                                       | Francis Hunter Elizabeth Ryan                 | Leslie Godfree Kathleen McKane Godfree              | 8–6, 6–0        |      |
| 1926                                                                       | Leslie Godfree Kathleen McKane Godfree        | Howard Kinsey Mary Browne                           | 6–3, 6–4        |      |
| 1925                                                                       | Jean Borotra Suzanne Lenglen                  | Umberto De Morpurgo Elizabeth Ryan                  | 6–3, 6–3        |      |
| 1924                                                                       | John Gilbert Kathleen McKane Godfree          | Leslie Godfree Dorothy Shepherd-Barron              | 6–3, 3–6, 6–3   |      |
| 1923                                                                       | Randolph Lycett Elizabeth Ryan                | Lewis Deane Dorothy Shepherd-Barron                 | 6–4, 7–5        |      |
| 1922                                                                       | Pat O'Hara Wood Suzanne Lenglen               | Randolph Lycett Elizabeth Ryan                      | 6–4, 6–3        |      |
| 1921                                                                       | Randolph Lycett Elizabeth Ryan                | Max Woosnam Phillis Howkins                         | 6–3, 6–1        |      |
| 1920                                                                       | Gerald Patterson Suzanne Lenglen              | Randolph Lycett Elizabeth Ryan                      | 7–5, 6–3        |      |
| 1919                                                                       | Randolph Lycett Elizabeth Ryan                | Albertem Prebble Dorothea Douglass Lambert Chambers | 6–0, 6–0        |      |
| Torneio não realizado entre 1915 e 1918, devido à Primeira Guerra Mundial. |                                               |                                                     |                 |      |
| 1914                                                                       | James Cecil Parke Ethel Thomson Larcombe      | Tony Wilding Marguerite Broquedis                   | 4–6, 6–4, 6–2   |      |
| 1913                                                                       | Hope Crisp Agnes Tuckey                       | James Cecil Parke Ethel Thomson Larcombe            | 3–6, 5–3, ab.   |      |

Pisos: 
      Duro 
      Saibro 
      Grama 
      Carpete 